# Loire 130
Loire 130 là một loại tàu bay của Pháp, hoạt động trong Chiến tranh thế giới II. Do hãng Loire Aviation ở St Nazaire thiết kế chế tạo.

## Biến thể
Loire 130 M
Phiên bản sản xuất.
Loire 130 Cl
Phiên bản dùng ở thuộc địa.

## Quốc gia sử dụng
Pháp
- Không quân Pháp
- Hải quân Pháp

## Tính năng kỹ chiến thuật (Loire 130)
Dữ liệu lấy từ War Planes of the Second World War: Volume Five Flying Boats 
Đặc điểm tổng quát
- Kíp lái: 3
- Sức chứa: 4 hành khách
- Chiều dài: 11,30 m (37 ft 0⅞ in)
- Sải cánh: 16,00 m (52 ft 5⅞ in)
- Chiều cao: 3,85 m (12 ft 7½ in)
- Diện tích cánh: 38,20 m² (411 ft²)
- Trọng lượng rỗng: 2.054 kg (4.519 lb)
- Trọng lượng có tải: 3.507 kg (7.716 lb)
- Động cơ: 1 × Hispano-Suiza 12Xirs, 537 kW (720 hp)

 Hiệu suất bay 
- Vận tốc cực đại: 221 km/h (119 knot, 137 mph)
- Vận tốc hành trình: 164 km/h (89 knot, 102 mph)
- Trần bay: 6.056 m (19.865 ft)
- Thời gian bay: 7,5 giờ
- Lên độ cao 3.000 m (9.800 ft): 12 phút

Trang bị vũ khí

- Súng: 2 x súng máy Darne 7,5 mm
- Bom: 2 x 75 kg (165 lb) bom